# Championnat d'Argentine de football 1972
Navigation
Saison précédente Saison suivante
La saison 1972 du Championnat d'Argentine de football était la 42e édition professionnelle de la première division argentine.
La saison argentine comporte 2 championnats. Dans le championnat Metropolitano, les 18 clubs sont regroupés en une poule unique où chaque formation rencontre deux fois tous ses adversaires, à domicile et à l'extérieur. Le championnat Nacional regroupe les mêmes clubs ainsi que les 8 vainqueurs des championnats régionaux, les équipes sont réparties en 2 poules de 13 où elles s'affrontent deux fois. Une phase finale pour le titre oppose les deux premiers de chaque poule. Il peut donc y avoir 2 champions par saison.
Le club de San Lorenzo de Almagro remporte à la fois le championnat Metropolitano et le championnat Nacional. Ce sont les 9e et 10e titres de champion de l'histoire du club.

## Les 18 clubs participants
| \| Buenos Aires La Plata Santa Fe Rosario \| Villes représentées lors de la saison 1972 (Championnat Metropolitano) |
| Buenos Aires La Plata Santa Fe Rosario                                                                              |

- Boca Juniors
- San Lorenzo de Almagro
- Ferro Carril Oeste
- River Plate
- Racing Club
- Independiente
- Rosario Central
- Gimnasia y Esgrima (La Plata)
- Huracán
- Chacarita Juniors
- Vélez Sársfield
- Argentinos Juniors
- Estudiantes (La Plata)
- Atlanta
- Newell's Old Boys (Rosario)
- Banfield
- Colón (Santa Fe)
- Lanús - Promu de Segunda División

## Première phase

### Championnat Metropolitano
Tous les classements sont établis en utilisant le barème suivant :
- Victoire : 2 points
- Match nul : 1 point
- Défaite, forfait ou abandon : 0 point

| Rang | Équipe                        | Pts | J  | G  | N  | P  | Bp | Bc | Diff |
| ---- | ----------------------------- | --- | -- | -- | -- | -- | -- | -- | ---- |
| 1    | San Lorenzo de Almagro        | 49  | 34 | 18 | 13 | 3  | 59 | 33 | +26  |
| 2    | Racing Club                   | 43  | 34 | 14 | 15 | 5  | 56 | 44 | +12  |
| 3    | Huracán                       | 40  | 34 | 14 | 12 | 8  | 66 | 49 | +17  |
| 4    | River Plate                   | 40  | 34 | 15 | 10 | 9  | 64 | 52 | +12  |
| 5    | Vélez Sársfield               | 39  | 34 | 14 | 11 | 9  | 59 | 50 | +9   |
| 6    | Rosario Central               | 38  | 34 | 14 | 10 | 10 | 51 | 39 | +12  |
| 7    | Newell's Old Boys (Rosario)   | 38  | 34 | 13 | 12 | 9  | 49 | 49 | 0    |
| 8    | Chacarita Juniors             | 37  | 34 | 13 | 11 | 10 | 46 | 41 | +5   |
| 9    | Boca Juniors                  | 36  | 34 | 12 | 12 | 10 | 56 | 44 | +12  |
| 10   | Colón (Santa Fe)              | 36  | 34 | 14 | 8  | 12 | 51 | 52 | -1   |
| 11   | Independiente T               | 35  | 34 | 12 | 11 | 11 | 47 | 48 | -1   |
| 12   | Argentinos Juniors            | 34  | 34 | 10 | 14 | 10 | 52 | 37 | +15  |
| 13   | Estudiantes (La Plata)        | 33  | 34 | 14 | 5  | 15 | 40 | 52 | -12  |
| 14   | Atlanta                       | 31  | 34 | 12 | 7  | 15 | 43 | 54 | -11  |
| 15   | Gimnasia y Esgrima (La Plata) | 26  | 34 | 8  | 10 | 16 | 40 | 55 | -15  |
| 16   | Ferro Carril Oeste            | 24  | 34 | 6  | 12 | 16 | 39 | 55 | -16  |
| 17   | Lanús P                       | 12  | 34 | 3  | 6  | 25 | 35 | 71 | -36  |
| 18   | Banfield -21                  | 0   | 34 | 7  | 7  | 20 | 25 | 53 | -28  |

|  | Participation au championnat Reclasificatorio     |
|  | T : Tenant du titre P : Promu de Segunda Division |

- À compter du 16 mars, Banfield est suspendu pour 4 mois en championnat. À l'origine pénalisé de 36 points, le club voit la sanction réduite à 21 points, afin de finir la saison avec un total de 0 point.

## Deuxième phase

### Championnat Nacional
| \| Buenos Aires La Plata Rosario Santa Fe Córdoba Mar del Plata Tucumán Mendoza Posadas San Juan Trelew \| Villes représentées lors de la saison 1972 (Championnat Nacional) |
| Buenos Aires La Plata Rosario Santa Fe Córdoba Mar del Plata Tucumán Mendoza Posadas San Juan Trelew                                                                         |

Tous les clubs ayant participé au championnat Metropolitano et les 8 meilleures équipes régionales sont réparties en deux poules où les clubs s'affrontent deux fois, à domicile et à l'extérieur. Les deux premiers de chaque poule sont qualifiés pour la phase finale pour le titre.

Les formations venant des championnats régionaux sont indiquées en italique.

#### Poule A
| Rang | Équipe                        | Pts | J  | G  | N | P  | Bp | Bc | Diff |
| ---- | ----------------------------- | --- | -- | -- | - | -- | -- | -- | ---- |
| 1    | San Lorenzo de Almagro        | 23  | 13 | 10 | 3 | 0  | 29 | 6  | +23  |
| 2    | River Plate                   | 22  | 13 | 10 | 2 | 1  | 50 | 23 | +27  |
| 3    | Vélez Sársfield               | 18  | 13 | 8  | 2 | 3  | 31 | 19 | +12  |
| 4    | San Martin (Mendoza)          | 17  | 13 | 7  | 3 | 3  | 27 | 21 | +6   |
| 5    | Atlanta                       | 16  | 13 | 6  | 4 | 3  | 31 | 15 | +16  |
| 6    | Rosario Central T             | 14  | 13 | 5  | 4 | 4  | 28 | 18 | +10  |
| 7    | Independiente (CL)            | 13  | 13 | 4  | 5 | 4  | 24 | 20 | +4   |
| 8    | San Lorenzo (Mar del Plata)   | 12  | 13 | 5  | 2 | 6  | 24 | 28 | -4   |
| 9    | Lanús                         | 11  | 13 | 3  | 5 | 5  | 17 | 23 | -6   |
| 10   | Gimnasia y Esgrima (La Plata) | 9   | 13 | 3  | 3 | 7  | 13 | 24 | -11  |
| 11   | San Martin (Tucumán)          | 6   | 13 | 2  | 2 | 9  | 10 | 25 | -15  |
| 12   | Bartolome Mitre (Misiones)    | 4   | 13 | 1  | 2 | 10 | 11 | 36 | -25  |
| 13   | Independiente (Trelew)        | 3   | 13 | 0  | 3 | 10 | 10 | 46 | -36  |

|  | Qualification pour la phase finale                                |
|  | T : Tenant du titre (CL) : Vainqueur de la Copa Libertadores 1972 |

#### Poule B
| Rang | Équipe                           | Pts | J  | G  | N | P  | Bp | Bc | Diff |
| ---- | -------------------------------- | --- | -- | -- | - | -- | -- | -- | ---- |
| 1    | Boca Juniors                     | 22  | 13 | 10 | 2 | 1  | 31 | 15 | +16  |
| 2    | Colón (Santa Fe)                 | 18  | 13 | 8  | 2 | 3  | 21 | 16 | +5   |
| 3    | Argentinos Juniors               | 17  | 13 | 7  | 3 | 3  | 26 | 16 | +10  |
| 4    | Huracán                          | 16  | 13 | 6  | 4 | 3  | 26 | 20 | +6   |
| 5    | Racing Club                      | 13  | 13 | 6  | 1 | 6  | 20 | 18 | +2   |
| 6    | Belgrano (Córdoba)               | 13  | 13 | 4  | 5 | 4  | 19 | 18 | +1   |
| 7    | Banfield                         | 13  | 13 | 5  | 3 | 5  | 23 | 27 | -4   |
| 8    | Ferro Carril Oeste               | 12  | 13 | 4  | 4 | 5  | 20 | 20 | 0    |
| 9    | Sportivo Desamparados (San Juan) | 12  | 13 | 4  | 4 | 5  | 15 | 25 | -10  |
| 10   | Chacarita Juniors                | 11  | 13 | 3  | 5 | 5  | 19 | 18 | +1   |
| 11   | Gimnasia y Esgrima (Mendoza)     | 10  | 13 | 2  | 6 | 5  | 18 | 23 | -5   |
| 12   | Estudiantes (La Plata)           | 8   | 13 | 2  | 4 | 7  | 12 | 25 | -13  |
| 13   | Newell's Old Boys (Rosario)      | 5   | 13 | 2  | 1 | 10 | 18 | 28 | -10  |

|  | Qualification pour la phase finale |
|  | T : Tenant du titre                |

#### Phase finale
|  | Demi-finales           | Demi-finales |                        |   | Finale | Finale |
|  | Demi-finales           | Demi-finales |                        |   | Finale | Finale |
|  |                        |              |                        |   |        |        |
|  |                        |              |                        |   |        |        |
|  |                        |              |                        |   |        |        |
|  | San Lorenzo de Almagro | -            |                        |   |        |        |
|  | San Lorenzo de Almagro | -            |                        |   |        |        |
|  | exempt                 | -            |                        |   |        |        |
|  | exempt                 | -            | San Lorenzo de Almagro | 1 |        |        |
|  |                        |              | San Lorenzo de Almagro | 1 |        |        |
|  |                        | River Plate  | 0                      |   |        |        |
|  | Boca Juniors           | River Plate  | 0                      | 2 |        |        |
|  | Boca Juniors           |              |                        | 2 |        |        |
|  | River Plate            | 3            |                        |   |        |        |
|  | River Plate            | 3            |                        |   |        |        |

### ChampionnatReclasificatorio
Les points obtenus lors du championnat Metropolitano sont conservés et ajoutés à ceux gagnés lors du Reclasificatorio. Les deux derniers de la poule sont relégués en Segunda Division.
| Rang | Équipe                        | Pts | J | G | N | P | Bp | Bc | Diff |
| ---- | ----------------------------- | --- | - | - | - | - | -- | -- | ---- |
| 1    | Estudiantes (La Plata)        | 37  | 5 | 1 | 2 | 2 | 4  | 11 | -7   |
| 2    | Atlanta                       | 36  | 5 | 2 | 1 | 2 | 14 | 12 | +2   |
| 3    | Ferro Carril Oeste            | 32  | 5 | 3 | 2 | 0 | 16 | 10 | +6   |
| 4    | Gimnasia y Esgrima (La Plata) | 30  | 5 | 1 | 2 | 2 | 9  | 12 | -3   |
| 5    | Lanús                         | 14  | 5 | 0 | 2 | 3 | 4  | 8  | -4   |
| 6    | Banfield                      | 7   | 5 | 2 | 3 | 0 | 15 | 9  | +6   |

## Bilan de la saison
| Championnat d'Argentine de football 1972                             |                                                                      |
| Champion                                                             | San Lorenzo de Almagro Metropolitano (9e titre) Nacional (10e titre) |
| Qualifications continentales                                         |                                                                      |
| Copa Libertadores 1973                                               | Independiente (tenant)                                               |
| Copa Libertadores 1973                                               | San Lorenzo de Almagro                                               |
| Copa Libertadores 1973                                               | River Plate                                                          |
| Promotions et relégations                                            |                                                                      |
| Promus en Championnat d'Argentine de football                        | All Boys                                                             |
| Relégués en Championnat d'Argentine de football de deuxième division | Lanús                                                                |
| Relégués en Championnat d'Argentine de football de deuxième division | Banfield                                                             |